# Margarete Oehm
Margarete Oehm (* 9. Januar 1898 in Stuttgart; † 6. Juli 1978 ebenda; auch Margrit Baumeister) war eine deutsche Malerin und Grafikerin, die mit ihrer Heirat im Alter von 28 Jahren ihre Kunst aufgab.

## Leben
Oehms Eltern waren der Stuttgarter Fabrikant Friedrich Oehm (1850–1909) und dessen Frau Emma, geb. Cunradi (1855–1933). Sie begann eine Privatausbildung als Malerin und Zeichnerin in Stuttgart, war jedoch nie an einer Kunstakademie eingeschrieben. Während des Ersten Weltkriegs arbeitete Margarethe Oehm in der Kriegsküche des Roten Kreuzes in Stuttgart und von Februar bis Juni 1918 besuchte sie eine Standesschule in Kassel. 1919 verlobte sie sich mit Adolf Palm, dem Sohn eines Stuttgarter Fabrikanten, wie aus einer Verlobungsanzeige aus dem „Schwäbischen Merkur“ hervorgeht. Die Verlobung muss in den folgenden Jahren wieder gelöst worden sein.
Nach dem Schul-Abschluss 1918 machte sie in ihren „Wanderjahren“ in Bremen, Worpswede, Hamburg, Blankenese, Hannover und Berlin Station. In Worpswede machte sie Bekanntschaft mit dem Maler und Schriftsteller Otto Tetjus Tügel sowie mit dem Grafiker und Fotografen Hans Saebens. 1923 lernte sie über die Schwester des Malers Gustav Schleicher den Maler und Graphiker Willi Baumeister kennen und nahm bei ihm Unterricht. Auf der zweiten Stuttgarter Sezessions-Ausstellung 1924 stellte Margarethe Oehm erstmals eigene Werke aus. 1926 reisten Oehm und Baumeister in Begleitung einer Freundin in die Niederlande und besuchten auch das Atelier von Piet Mondrian. Im gleichen Jahr beendete sie ihre eigene künstlerische Tätigkeit und heiratete am 20. November 1926 Willi Baumeister. Anschließend lebte das Paar einige Monate in Paris und zog dann nach Frankfurt a. M., wo Baumeister einen Ruf an die Kunstgewerbeschule erhalten hatte. Oehms Stil ist reduziert figurativ und konturreich, manche ihrer Werke sind kleinformatig und haben fast Postkartengröße.
Nach dem Machtantritt der Nationalsozialisten 1933 kehrte die Familie nach Stuttgart zurück und Baumeister ging in die innere Emigration. Nach Baumeisters Tod 1955 übernahm Margrit Baumeister gemeinsam mit den beiden Töchtern Felicitas Baumeister und Krista Gutbrod die Nachlassverwaltung seines Werks. Ihre eigenen Werke wurden erst ab Ende der 1980er-Jahre wiederentdeckt und ausgestellt.
Die Willi Baumeister Stiftung ermöglicht ein Online-Werkverzeichnis von Margarete Oehm als Open-Access-Projekt.

## Ausstellungen
- 1924: „Stuttgarter Sezession“, 2. Ausstellung, Kunstverein Stuttgart
- 1925: Kunstkabinett am Friedrichsplatz, Stuttgart
- 1987: „Stuttgarter Sezession“, Städtische Galerie Böblingen und Galerie Schlichtenmaier Grafenau
- 2015: „Die Klasse der Damen: Künstlerinnen erobern sich die Moderne“ in der Städtischen Galerie Böblingen
- 2023: „Margarete Oehm – Kunst ist Poesie“, Fritz und Hildegard Ruoff Stiftung, Nürtingen